# Audio Return Channel

Audio Return Channel ou ARC ou encore HDMI ARC est une spécification préconisée par VESA.

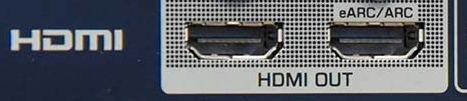
Connecteur HDMI et HDMI ARC / eARC.

Implémentée dans un périphérique graphique, cette fonctionnalité permet de véhiculer plusieurs signaux audio numériques simultanément, sans la nécessité de recourir à plusieurs liaisons câblées distinctes, ce qui permet de n'employer qu'une seule connexion HDMI.

## Principes fonctionnels
Cette fonctionnalité dite de « canal de retour audio » permet un échange de signaux son numériques entre tous les appareils interconnectés. Ainsi, avec des appareils compatibles HDMI ARC, un seul câble HDMI compatible suffit pour retransmettre le signal audio en complément de la vidéo, même à travers plusieurs appareils interconnectés, de bout-en-bout.
Le mode ARC nécessite au moins un cordon HDMI 1.4 à haut débit et un téléviseur ou dispositif d'affichage compatible avec la fonction ARC. L'acronyme HDMI « ARC » est inscrit au niveau de l'entrée HDMI sur chaque appareil compatible.

## Evolution eARC
La variante plus évoluée nommée « eARC » est créée et mise en œuvre sur certains appareils pour permettre de véhiculer un volume beaucoup plus élevé de données. Entre l'ARC et l'eARC, la différence principale concerne la bande passante et la vitesse de transmission. 
La version eARC exploite une bande passante très supérieure à celle du simple ARC.
Cette factulté augmentée permet de délivrer un signal sonore moins voire plus du tout compressé.
Les marques et fabricants d'électronique grand public conseillent l'utilisateur pour maîtriser les principes ARC et eARC ainsi que les branchements nécessaires.